# Naucrària
Naucrària (en grec antic ναυκραρία), és el nom d'una subdivisió dels habitants de l'Àtica que es va fer en els primers temps, amb la finalitat de pagar tributs per les despeses militars. Encara que aquesta divisió Heròdot l'atribueix a Soló sembla que ja existia anteriorment. La funció de la naucrària sembla que era la de proveir a l'exèrcit grec d'una nau per la flota, i seria l'antecedent de les simmories, o grups de ciutadans que equipaven un vaixell.
Segons Heròdot, Soló havia dividit les quatre antigues tribus jònies en tres grans divisions anomenades τριττύες ("trityes"), i cada una es subdividia en quatre ναυκραρίαι (naucràries) i, per tant, de naucràries n'hi havia 48. Aquesta divisió va ser utilitzada també en el repartiment que va fer Clístenes, i corresponia a un districte format per membres d'una mateixa tribu. Sembla que en temps de Quiló d'Esparta, quan va voler ser tirà d'Atenes, els revolucionaris derrotats i refugiats al temple d'Atena eren d'una mateixa naucrària. No obstant no se sap amb certesa quin era el significat de naucrària en aquell temps.
La naucrària estava al càrrec d'un naucrari, que supervisava la construcció dels vaixells i actuava de comandant de la nau. S'encarregava de recollir anualment els diners amb aquesta destinació. Un temps després, a més d'una nau, la naucrària proporcionava també dos genets completament equipats, segons diu Juli Pòl·lux. Les naucràries, com tota l'organització de l'exèrcit àtic, estava sotmesa al polemarca (πολέμαρχος).
Quan Clístenes va instituir els demos la naucrària va deixar d'existir com a organització estatal, encara que van seguir subministrant vaixells. Foci diu que van ser augmentades de 48 a 50, cinc per cadascuna de les dues noves tribus, i que en total proporcionaven 50 vaixells, com es confirma per una anotació d'Heròdot que diu que els atenesos en la guerra contra Egina només van poder subministrar 50 naus.